# Deutsche Leichtathletik-Hallenmehrkampfmeisterschaften

Logo vom Deutschen Leichtathletik-Verband

In West-Deutschland wurden Deutsche Leichtathletik-Hallenmehrkampfmeisterschaften das erste Mal 1973 und dann in den beiden folgenden Jahren ausgetragen. Von 1976 bis 2002 fanden sie nicht statt. Seit 2003 werden sie jährlich durchgeführt. Die Anzahl der Disziplinen variierte bei den Männern im Laufe der Jahre zwischen fünf und acht. Bei den Frauen blieb die Anzahl der Disziplinen zwar gleich, sie änderten sich jedoch mit der Zeit.
Ausgetragen werden bei den weiblichen Sportlern Fünf- und bei den männlichen Siebenkämpfe, sowohl bei den Erwachsenen als auch bei den Jugendlichen A (U20) und B (U18). 
Veranstalter ist der Deutsche Leichtathletik-Verband (DLV). Ausrichter sind jeweils der der Austragungsstätte zugehörige Landesverband und ein Sportverein am Veranstaltungsort.
Schon ab 1971 wurden in der DDR Mehrkampfmeistertitel in der Halle vergeben. Während der deutschen Teilung ermittelte der Deutsche Verband für Leichtathletik (DVfL) bis 1990 Meister der Hallenmehrkämpfe.
Bei den damaligen Mehrkampfmeisterschaften wurden diese nicht immer als eigenständige Veranstaltungen durchgeführt, sondern auch die Mehrkampfmeister im Rahmen der Leichtathletik-Hallenmeisterschaften ermittelt.
Eine Liste der DLV- und DVfL-Mehrkampfmeister in der Halle findet sich hier.

## Deutsche Hallenmehrkampfmeisterschaften (DLV)
| Nr.                                            | Jahr | Ort                | Datum                          | Stadion                                | Dokumentation                                                     |
| ---------------------------------------------- | ---- | ------------------ | ------------------------------ | -------------------------------------- | ----------------------------------------------------------------- |
|                                                | 1973 | München            | 17. bis 18. März 1973          |                                        |                                                                   |
|                                                | 1974 | Berlin             | 09. bis 10. März 1974          |                                        |                                                                   |
|                                                | 1975 | Stuttgart          | 22. bis 23. März 1975          |                                        |                                                                   |
| 1976–2002 in Westdeutschland nicht ausgetragen |      |                    |                                |                                        |                                                                   |
| 01.                                            | 2003 | Halle (Saale)      | 01. bis 2. Februar 2003        | Sporthalle Brandberge                  | Wertungen                                                         |
| 02.                                            | 2004 | Halle (Saale)      | 31. Januar bis 1. Februar 2004 | Sporthalle Brandberge                  | Wertungen                                                         |
| 03.                                            | 2005 | Halle (Saale)      | 29. bis 30. Januar 2005        | Sporthalle Brandberge                  | Wertungen                                                         |
| 04.                                            | 2006 | Frankfurt-Kalbach  | 28. bis 29. Januar 2006        | Leichtathletikhalle in F/M.-Kalbach    | Wertungen                                                         |
| 05.                                            | 2007 | Frankfurt-Kalbach  | 27. bis 28. Januar 2007        | Leichtathletikhalle in F/M.-Kalbach    | Wertungen                                                         |
| 06.                                            | 2008 | Frankfurt-Kalbach  | 26. bis 27. Januar 2008        | Leichtathletikhalle in F/M.-Kalbach    | Wertungen                                                         |
| 07.                                            | 2009 | Hamburg            | 31. Januar bis 1. Februar 2009 | Leichtathletik-Halle                   | Wertungen (pdf 59 kB)                                             |
| 08.                                            | 2010 | Frankfurt-Kalbach  | 30. bis 31. Januar 2010        | Leichtathletikhalle in F/M.-Kalbach    | Wertungen                                                         |
| 09.                                            | 2011 | Frankfurt-Kalbach  | 29. bis 30. Januar 2011        | Leichtathletikhalle in F/M.-Kalbach    | Ergebnisliste                                                     |
| 10.                                            | 2012 | Dortmund           | 28. bis 29. Januar 2012        | Helmut-Körnig-Halle                    | Ergebnisse                                                        |
| 11.                                            | 2013 | Frankfurt-Kalbach  | 26. bis 27. Januar 2013        | Leichtathletikhalle in F/M.-Kalbach    | Ergebnisse                                                        |
| 12.                                            | 2014 | Frankfurt-Kalbach  | 1. bis 2. Februar 2014         | Leichtathletikhalle in F/M.-Kalbach    | Ergebnisse                                                        |
| 2015 wurden keine Wettkämpfe ausgetragen       |      |                    |                                |                                        |                                                                   |
| 13.                                            | 2016 | Hamburg-Winterhude | 30. bis 31. Januar 2016        | Leichtathletik-Halle                   | Ergebnisliste                                                     |
| 14.                                            | 2017 | Hamburg-Winterhude | 28. bis 29. Januar 2017        | Leichtathletik-Halle                   | Ergebnisliste                                                     |
| 2018 wurde kein Ausrichter gefunden            |      |                    |                                |                                        |                                                                   |
| 15.                                            | 2019 | Halle (Saale)      | 26. bis 27. Januar 2019        | Sporthalle Brandberge                  | Ergebnisliste                                                     |
| 16.                                            | 2020 | Leverkusen         | 1. bis 2. Februar 2020         | Leichtathletikhalle im Stadion Manfort | Ergebnisübersicht                                                 |
| 0–                                             | 2021 | Halle (Saale)      | 30. bis 31. Januar 2021        | Sporthalle Brandberge                  | Meisterschaft wegen der anhaltenden COVID-19-Pandemie ausgefallen |
| 17.                                            | 2022 | Leverkusen         | 29. bis 30. Januar 2022        | Leichtathletikhalle im Stadion Manfort | Ergebnisübersicht                                                 |

## Deutsche Hallenmehrkampfmeisterschaften (DVfL)
| Nr. | Jahr | Ort                     | Datum                          | Stadion             | Dokumentation  |
| --- | ---- | ----------------------- | ------------------------------ | ------------------- | -------------- |
|     | 1971 | Berlin-Hohenschönhausen | 13. bis 14. Februar 1971       | Dynamo-Sporthalle   | Teilergebnisse |
|     | 1972 | Senftenberg             | 18. bis 19. Februar 1972       | Sporthalle Aktivist | Teilergebnisse |
|     | 1973 | Senftenberg             | 03. bis 4. März 1973           | Sporthalle Aktivist | Teilergebnisse |
|     | 1974 | Senftenberg             | 16. bis 17. Februar 1974       | Sporthalle Aktivist | Teilergebnisse |
|     | 1975 | Senftenberg             | 15. bis 16. Februar 1975       | Sporthalle Aktivist | Teilergebnisse |
|     | 1976 | Berlin-Hohenschönhausen | 09. bis 10. März 1976          | Dynamo-Sporthalle   | Teilergebnisse |
|     | 1977 | Berlin-Hohenschönhausen | 26. bis 27. Februar 1977       | Dynamo-Sporthalle   | Teilergebnisse |
|     | 1978 | Berlin                  | 18. bis 19. Februar 1978       |                     | Teilergebnisse |
|     | 1979 | Senftenberg             | 02. bis 3. Februar 1979        | Sporthalle Aktivist | Teilergebnisse |
|     | 1980 | Senftenberg             | 12. bis 13. Januar 1980        | Sporthalle Aktivist | Teilergebnisse |
|     | 1981 | Senftenberg             | 23. bis 24. Januar 1981        | Sporthalle Aktivist | Teilergebnisse |
|     | 1982 | Senftenberg             | 23. bis 24. Januar 1982        | Sporthalle Aktivist | Teilergebnisse |
|     | 1983 | Senftenberg             | 28. bis 29. Januar 1983        | Sporthalle Aktivist | Teilergebnisse |
|     | 1984 | Senftenberg             | 06. bis 7. Januar 1984         | Sporthalle Aktivist | Teilergebnisse |
|     | 1985 | Senftenberg             | 26. bis 27. Januar 1985        | Sporthalle Aktivist | Teilergebnisse |
|     | 1986 | Senftenberg             | 31. Januar bis 1. Februar 1986 | Sporthalle Aktivist | Teilergebnisse |
|     | 1987 | Senftenberg             | 31. Januar bis 1. Februar 1987 | Sporthalle Aktivist | Teilergebnisse |
| 14. | 1988 | Senftenberg             | 02. bis 3. Februar 1988        | Sporthalle Aktivist | Teilergebnisse |
|     | 1989 | Senftenberg             | 28. bis 29. Januar 1989        | Sporthalle Aktivist | Teilergebnisse |
|     | 1990 | Senftenberg             | 27. bis 28. Januar 1990        | Sporthalle Aktivist | Teilergebnisse |